# Имперская трилогия
Имперская трилогия (англ. Empire Trilogy) — цикл из трех романов Раймонда Фэйста, написанный в соавторстве с Дженни Вуртс как ответвление цикла «Войны Врат» в Мидкемии, описывающее события с противоположной стороны. 
Главной героиней цикла является Мара из рода Акома, которая после гибели всех своих родственников в Войне Врат становится главой клана. Её основной задачей становится выживание рода и вассалов среди множества интриг враждебных кланов, стремящихся уничтожить Акому. Первая книга начинается с того, что её, монастырскую послушницу, увозят из храма, чтобы занять место властительницы, прямо накануне пострижения в монахини, последняя заканчивается тем, что она фактически встает во главе страны.

## Романы
1. Дочь Империи (Daughter of the Empire, 1987)
2. Слуга Империи (Servant of the Empire, 1990)
3. Госпожа Империи (Хозяйка империи) (Mistress of the Empire, 1992)

На русском языке выходила в пяти томах: второй и третий романы были разделены на два тома каждый (первая половина 2-го романа получила название Пленник Империи, первая половина третьего — Воин Империи) в 1998—2000 гг. в переводе В.Яхонтовой (изд. «Азбука»-«Терра»).
При издании цикла на русском использованы те же обложки, что и в американском издании, причем интересен тот факт, что эти иллюстрации выполнены одним из соавторов цикла — Дженни Вуртц (в соавторстве с её мужем художником Доном Майтцем). Для двух дополнительных томов в русском издании художником Антоном Ломаевым созданы два рисунка в стиле оформления трех авторских обложек.
Хотя главные персонажи Имперский цикла появляются в этих книгах впервые, многие из второстепенных фигурировали в других романах цикла Фэйста о Крондоре и Мидкемии — противоположной стороне военного конфликта «Война врат». Впервые мир Келеван появляется в романе «Чародей» (в русском издании два тома «Ученик Чародея» и «Мастер-Чародей», 1982), где рассказывается, как туда попадает Паг, становится волшебником, а затем возвращается обратно. Хронологически действие книг Имперской трилогии развивается параллельно с действиями в Крондоре — так, грандиозный разгром цирка Пагом, описанный в «Маге», описывается также и во «Слуге империи».
В своем интервью Р.Фейст говорит, что когда к нему пришла идея написать роман, где главным героем является юная девушка, он почувствовал себя недостаточно способным на адекватное воплощение этой идеи, так как он «никогда не был девочкой-тинеджером» (never having been a teenage girl). Поэтому он в течение года «умолял» Дженни Вуртц, известную писательницу в жанре фэнтези, присоединиться к нему, пока она наконец не согласилась. Также он говорит, что первоначально они задумывали написать лишь одну книгу, но затем она повлекла за собой целый цикл. Фейст говорит, что создавать характер Мары было достаточно трудно, и им приходилось избегать клише женских образов в фантастике. Дженни Вуртц рассказывает в своем интервью: «Рэй просил меня, потом доставал меня, и не отставал, пока я не сдалась. Если серьёзно? У него была идея о начальной сцене, и идея о финальной сцене [второго романа, „Слуга Империи“, судя по другому её интервью], и главное действующее лицо-женщина. А середины у него не было, и он почувствовал, что ему нужна женская точка зрения, чтобы заставить эту идею заработать. Если вы спросите, он объяснит, что он придумал политическую систему Империи Цураниани, чтобы подвести почву под военную тактику, описанную в „Чародее“, которая на самом деле выглядит полностью нелогичной. Поэтому он нуждался в маккиавелиевском образе мышления, чтобы показать, что такая система и общество действительно могли существовать». Она также рассказывает, как они писали вместе в качестве соавторства — «мы начали с того, что начертили сюжет, а потом каждый из нас написал те главы, которые больше всего приглянулись. Затем мы обменялись этими главами по электронной почте, и после этого мы переписывали главы друг друга по несколько раз. Именно поэтому наши литературные стили и идеи сочетаются так органично — мы правили все части книги не раз, и поскольку исправления вносились по интернету и с помощью компьютера, мы фактически не могли отслеживать, какие фразы вычеркивал или же изменял соавтор. Месяцы могли пройти, прежде чем один из нас могу увидеть правку». В другом интервью она соглашается с утверждением Фейста о том, что в «Имперской трилогии» есть куски, о которых они не могут точно сказать, кто именно из них двоих написал их.
После выпуска в печать «Хозяйки империи», третьей книги, соавторы объявили, к большому расстройству фанатов, что продолжения не будет.

### Истоки сюжетов и деталей
Келеван, мир цурани — так называется её народ, имеет множество параллелей с культурой и обычаями средневековой Японии, включая понятия чести, включая харакири, и концепцию символического правления Императора при реальном правлении его сёгуна (по терминологии книги — Имперский Стратег), а также систему отвергнутых воинов — ронинов (в книге — серые воины) и шпионов в чёрном — ниндзя (в книге — камои). Ряд имён персонажей мира Келеван также созданы авторами цикла под влиянием ацтекских языков. Некоторые также находят в книге древнеегипетские мотивы.
Как говорит Р.Фейст в своем интервью, идея начать историю с того, как Мару накануне принятия монастырских обетов призывают принять власть, навеяна реальным эпизодом из английской истории — как Альфред Великий получил корону. Ему не хватило нескольких минут на то, чтобы быть постриженным в монахи — приехал канцлер королевства с сообщением, что его брат, король Этельред I скончался. И неудавшийся монах в итоге стал единственным правителем в истории Британии, заслужившим прозвище «Великий».
Отмечают ряд черт сходства между миром Келеваном и культурой, выведенной в фэнтези-романе 1975 года «Empire of the Petal Throne» (и его продолжениями), написанных писателем по имени M. A. R. Barker. Кроме эстетических параллелей — мир Беркера, называющийся Текумель, основывается на той же японской культуре, отмечают черты сходства в сюжете: изоляция императора, клановая структура, существование 20 богов (10 высших и 10 низших), использование неметаллических доспехов и сходство между именами «цурани» и «цоляни» — так называется главны народ в мире Текумель, а также раса разумных инсектициодов (хотя чо-джайны Фейста весьма отличны от пе-чой Беркера).

### Основные персонажи
род Акома (геральдический цвет — зеленый; геральдическое животное — птица-шетру, аналог аиста; принадлежит к клану Хадама):
- Мара
- Накойя — её старая нянюшка
- Кейок — её военачальник
- Папевайо — телохранитель
- Джайкен — управляющий её имением (хандора)
- Люджан — офицер
- Сарик — его двоюродный брат, советник
- Аракаси — глава разведки
- Кевин — пленный раб из Мидкемии
  - покойные члены:
    - Седзу — её покойный отец
    - Ланокота — её умерший старший брат
    - Оскиро — рано умершая мать
    - Касру и Бектомакана и их жены Дамаки и Ченио — деды Мары
    - Анчиндиро — родоначальник Акомы

  - дети Мары:

1. Айяки (от Бантокапи, 1-й брак)
2. Джастин (от Кевина)
3. Касума (от Хокану, 2-й брак)

враги Акомы:
- род Минванаби
  - Джингу — властитель Минванаби
  - Десио — его наследник
  - Тасайо — кузен Десио, следующий в линии наследования
- род Анасати
  - Текума — властитель Анасати
  - Халеско — наследник
  - Джиро — 2-й сын
  - Бантокапи — 3-й сын
  - Чимака — советник

прочие династии:
- род Оаксатуканами:
  - Альмеко — Имперский Стратег
- Шиндзаваи:
  - Камацу — властитель Шиндзаваи
  - Касами — 1-й сын, фигурирует в романах о Паге из цикла «Чародей»
  - Хокану — 2-й сын

Иерархия династий:
- Император
- Пять Великих Семей:

1. Кеда
2. Тонмаргу
3. Ксакатекас
4. Оаксатуканами
5. Минванаби

- далее:
  - Акома
  - Анасати
  - Шиндзаваи